# Рождественская песнь

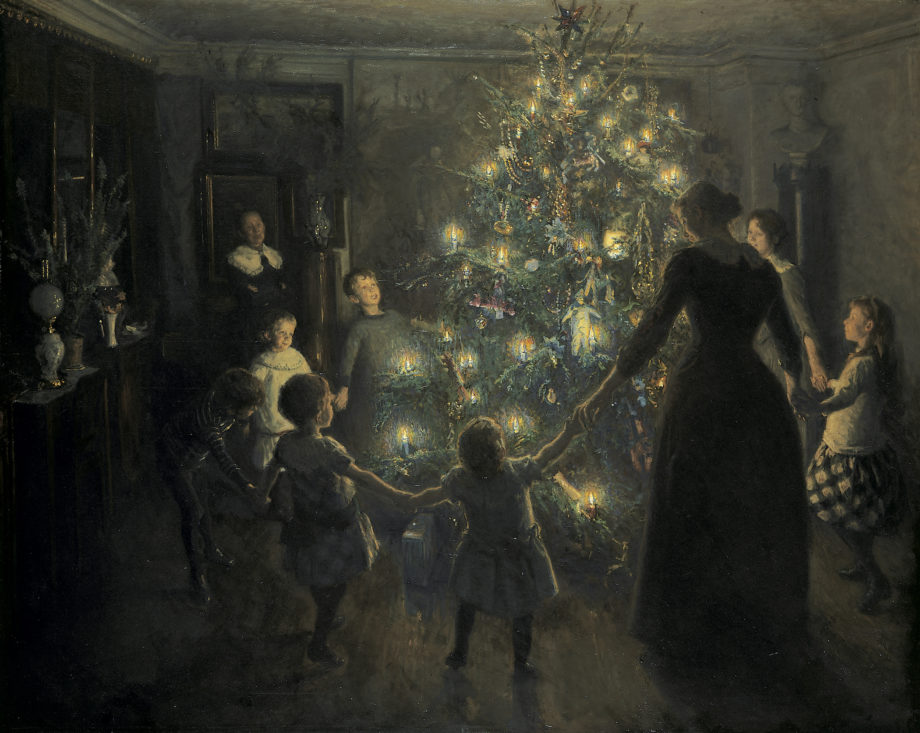
Вигго Юхансен Светлое Рождество (1891)

Рождественская песнь, Рождественское славление (англ. Christmas carol, фр. Chant de Noël) — песня (кэрол, ноэль) или гимн на тему Рождества, которая традиционно исполняется в Рождество или в его преддверии (адвент). Рождественские песни — часть рождественской музыки.

## История

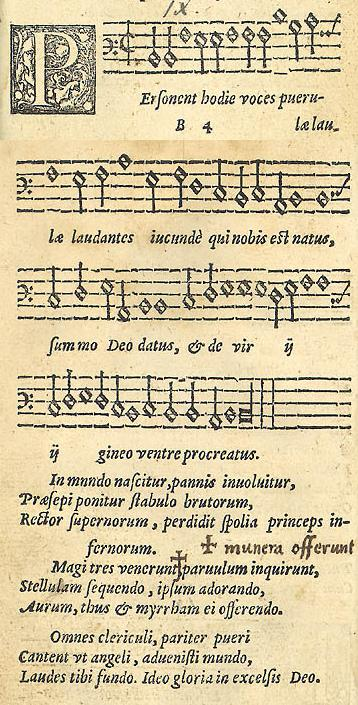
Опубликованная в 1582 году рождественская песнь на латинском языке Personent hodie

### В Европейских странах
Первые известные рождественские гимны относятся к IV веку в Риме. Латинские гимны, такие как Veni redemptor gentium, написанный Амвросием Медиоланском, архиепископом Миланским, служили утверждением богословской доктрины Воплощения в противовес арианству. В некоторых церквях по-прежнему по-прежнему поётся Corde natus ex Parentis (Of the Father's Heart Begotten) христианского поэта Пруденция (413). В Средние века рождественские песни исполнялись только на литургиях.
В IX и X веках рождественская песнь «Sequence» (или «Prose») введена в североевропейских монастырях и благодаря Бернарду Клервоскому приобрела форму рифмованных стансов. В XII веке парижский монах Адам Сен-Викторский стал использовать музыку из популярных песен, сочиняя что-то близкое к традиционной рождественской песне.
В XIII веке во Франции, Германии и, особенно в Италии под влиянием Франциска Ассизского сложилась традиция популярных рождественских песен на региональных языках. Рождественские песни на английском языке впервые появляются в 1426 году, когда Джон Оделей, капеллан Шропшира, перечислил 25 «рождественских песен», вероятно, исполняемых Wassailing, переходя от дома к дому. Рождественские песни-кэрол изначально исполнялись после сбора урожая и на Рождество.
Многие популярные сегодня рождественские песни были напечатаны в позднесредневековом латинском сборнике «Piae Cantiones» 1582 года. Ранние примеры кэрол на латинском языке («Христос родился в Рождество», «Хорошие христиане, радуйтесь» и «Хороший король Вацлав») встречаются в этом сборнике. Гимн «Adeste Fideles» («Придите, верные») появился в известном виде в середине XVIII века, хотя слова, возможно, придуманы ещё в XIII веке. Происхождение мелодии оспаривается.
Рождественские песни получили распространение после Реформации в странах с приверженностью протестантству, а последователи Мартина Лютера (лютеране) приветствовали использование музыки в богослужении, поскольку он сам сочинял рождественские песни (гимны).

#### XIX век
Издательство сборников рождественских песен в XIX веке способствовало их популяризации. В 1833 году английский адвокат и антиквар Уильям Сэндис выпустил сборник рождественских песен «Старинные и современные рождественские кэрол» (Christmas Carols Ancient and Modern), куда вошли песни «God Rest You Merry, Gentlemen», «The First Noel», «I Saw Three Ships» и «Вести ангельской внемли». Композиторы (например, Артур Салливан) также помогали распространению рождественской песни. В этот период появились гимны «Хороший король Вацлав» и «Он появился на полуночном ярусе», написанные в Новой Англии Эдмундом Х. Сирсом и Ричардом С. Уиллисом. Публикация в 1871 году сборника Генри Рамсденом Брамли и сэром Джона Стайнера «Christmas Carols, New and Old» возродила интерес к рождественским песням в викторианской Британии. В 1916 году Чарльз Льюис Хатчинс опубликовал небольшим тиражом исследование «Старые и новые кэрол» (Carols Old and Carols New). Под редакцией британских композиторов Мартина Шоу и Ральфа Воан-Уильямса, а также при участии священнослужителя Перси Дирмера в 1928 году издательством Oxford University Press (OUP) опубликован сборник «The Oxford Book of Carols» (позже выдержав несколько переизданий), которым широко пользовались церковные хоры приходов Великобритании.

#### XX век

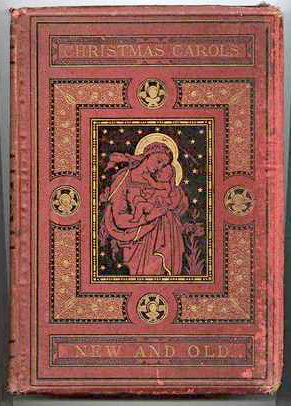
Музыкальные сборники XIX века, вроде Christmas Carols, New and Old (1871) популизировали рождественские песни

Популярность рождественских песен выросла и в XX веке после издания OUP одного из наиболее популярных в англоязычном мире сборника «Carols for Choirs». Впервые опубликованная в 1961 году и отредактированная Дэвидом Уиллкоком и Реджинальдом Жаком, эта хрестоматия с тех пор расширилась до пяти томов. Под редакцией Джона Раттера содержание включало аранжировки кэролов, взятые из старинных сборников вроде «Piae Cantiones», или написанные современными композиторами, таких как Уильям Уолтон, Бенджамин Бриттен, Ричард Родни Беннет, Уильям Матиас и Джон Раттер.

#### XXI век
В наши дни рождественские песни, называемые кэрол, в европейских культурах регулярно исполняются в христианской обрядовости и нередко по содержанию не отвечают религиозной тематике. Например, песня XVI века «A Bone, God Wot!» относится к песне Wassailing (исполнявшейся на пирушках) и в сборнике «Cottonian Collection» Британской библиотеки названа рождественской песней. В 1865 году традиционная английская баллада «Зелёные Рукава» была переделана в рождественскую песню «Что за Дитя?» на стихи Вильяма Чаттертона Дикса.
Исследования в начале XXI века в Финляндии показали, что происхождение многих рождественских песен неизвестно, а их исполнение связано с национальными и семейными традициями. В процессе глобализации и коммерциализации англоязычные рождественские песни переводятся на другие языки. В некоторых странах растёт число рождественских радио, которые с ноября по декабрь транслируют рождественские песни.